# Liên lớp Cá xương
Liên lớp Cá xương (danh pháp khoa học: Osteichthyes) là một liên lớp trong phân loại học cho các loài cá, bao gồm cá vây tia (Actinopterygii) và cá vây thùy (Sarcopterygii) khi nhóm cá vây thùy không gộp cả Tetrapoda.
Theo truyền thống nhóm cá xương được coi là một lớp của động vật có xương sống, với các lớp là Actinopterygii và Sarcopterygii, nhưng các sơ đồ mới nhất phân chia chúng thành vài lớp khác nhau. Siêu lớp này trong một số tài liệu về sinh vật học của Việt Nam vẫn gọi là lớp Cá xương cùng với lớp Cá sụn (Chondrichthyes) và một số nhóm cá không quai hàm khác hợp thành các loài cá nói chung. Tuy nhiên, các nghiên cứu phát sinh loài gần đây nhất chỉ ra rằng Osteichthyes là một nhóm cận ngành với các loài động vật có xương sống trên đất liền. Actinopterygii (cá vây tia) là nhóm đơn ngành, nhưng việc gộp cả Sarcopterygii vào trong Osteichthyes làm cho Osteichthyes trở thành cận ngành, do Sarcopterygii chỉ được coi là đơn ngành khi nó gộp cả Tetrapoda (động vật bốn chân). Do vậy, thuật ngữ Euteleostomi (động vật miệng hoàn hảo thật sự) được sử dụng để thay thế cho Osteichthyes, do nghĩa đen của Osteichthyes là "cá xương", trong khi việc coi động vật bốn chân cũng là "cá xương" là một điều khó chấp nhận khi hiểu theo nghĩa thông thường.
Phần lớn cá xương thuộc về nhóm cá vây tia (Actinopterygii), chỉ có tám loài còn sinh tồn thuộc về nhóm cá vây thùy (Sarcopterygii), bao gồm cá phổi và cá vây tay, trong đó một số loài cá vây thùy có khớp xương.
Osteichthyes là nhóm đa dạng nhất của động vật có xương sống, bao gồm trên 31.000 loài, điều này làm cho nó trở thành siêu lớp lớn nhất của động vật có xương sống mà hiện nay còn tồn tại.

## Đặc trưng
Cá xương được đặc trưng bởi kiểu xương sọ khá ổn định, các răng có chân răng, chỗ bám trung bình của các cơ thuộc hàm dưới. Đầu và đai vai (vây ngực) được che phủ bằng các xương da lớn. Nhãn cầu được hỗ trợ bằng một vòng màng cứng gồm 4 xương nhỏ, nhưng đặc trưng này đã bị mất hoặc bị biến đổi ở nhiều loài hiện nay. Đường rối thuộc tai trong chứa các sỏi thính giác lớn. Vỏ não thông thường được chia thành các phần trước và sau, được ngăn cách bằng khe nứt. Cá xương hoặc là có bong bóng hoặc là có phổi. Chúng không có các gai vây, thay vì thế chúng hỗ trợ vây bằng các tia vây bằng xương (lepidotrichia). Chúng cũng có nắp mang cá, điều này giúp chúng có thể thở mà không cần bơi.

### Xương thay thế
Một trong các sự cách tân đã biết đến của cá xương là sụn hóa xương hay xương "thay thế", nghĩa là chất xương được chuyển hóa từ bên trong, bằng cách thay thế chất sụn, cũng như thay thế màng sụn bằng "xương xốp". Ở động vật có xương sống nói chung thì có nhiều dạng cơ quan khác nhau có sự calci hóa (vôi hóa): ngà răng, men răng và xương, cộng với các biến đổi khác, được đặc trưng bởi sự phát triển cá thể, thành phần hóa học, hình dạng và vị trí của chúng. Nhưng hóa xương từ sụn là duy nhất vì nó bắt đầu sự sống như là chất sụn.
Trong các nhóm động vật có xương sống cơ bản hơn, các cấu trúc chất sụn cũng có thể bị vôi hóa ở bề mặt ngoài. Tuy nhiên, ở nhóm cá xương thì hệ tuần hoàn tràn lan thể mẹ là chất sụn. Điều này cho phép các tế bào tạo xương (nguyên bào xương) cục bộ tiếp tục tạo xương trong sụn và cũng có được các nguyên bào xương tuần hoàn và bổ sung. Các tế bào khác dần dần tiêu hóa hết lớp sụn xung quanh. Kết quả cuối cùng là chất sụn được thay thế bằng một hệ thống xương có mạch có phần bất thường. Về mặt cấu trúc, hiệu ứng của nó là việc tạo ra lớp xương bên trong tương đối nhẹ, mềm và xốp, được bao quanh bằng màng xương dạng phiến dày. Kể từ đó lớp xương này được bao quanh bằng lớp xương khác, chứ không phải sụn, nó được nói đến như là màng bao xương chứ không phải màng bao sụn. Đây là kiểu xương hóa từ sụn duy nhất mà từ đó các loài cá xương có được tên gọi chung, cũng như nhiều ưu thế cấu trúc khác. Tuy nhiên xương hóa từ sụn có thể là có ích, nhưng nó nặng hơn và ít mềm dẻo hơn so với chất sụn. Vì vậy, nhiều nhóm cá xương hiện đại, bao gồm cả nhóm Teleostei cực kỳ thành công, đã tiến hóa xa ra khỏi sự sử dụng việc tích cực xương hóa từ chất sụn.

## Hóa thạch
Hóa thạch sớm nhất đã biết của cá xương là Andreolepis hedei Gross, 1968, có niên đại khoảng 420 triệu năm trước (Trung Ludlow, Thượng Silur). Hóa thạch của nó được tìm thấy tại Nga, Thụy Điển, Estonia và Latvia.

## Ví dụ
Cá thái dương đại dương (cá phiên xa) (Mola mola) là loài cá xương to và nặng nhất trên thế giới, nhưng không phải là dài nhất; vinh dự này dành cho Regalecus glesne). Các cá thể của cá thái dương đại dương đã được biết là dài tới 3,33 m (11 ft) và cân nặng 2.300 kg (5.070 pao). Một loài cá xương lớn khác là cá maclin xanh Đại Tây Dương với một số cá thể nặng trên 820 kg (1.807,4 pao), cá maclin đen và một số loài cá tầm.